# Hypena griseapex
Hypena griseapex là một loài bướm đêm trong họ Erebidae.